# Pulvinaria fraxini
Pulvinaria fraxini är en insektsart som beskrevs av Victor Antoine Signoret 1873. Pulvinaria fraxini ingår i släktet Pulvinaria och familjen skålsköldlöss.
Artens utbredningsområde är Frankrike. Inga underarter finns listade i Catalogue of Life.